# Кафедра инженерной теплофизики МЭИ
Кафедра инженерной теплофизики МЭИ (ИТФ МЭИ) — кафедра Института тепловой и атомной энергетики Московского энергетический института. ведёт научную и образовательную деятельность в области экспериментальной и теоретической теплофизики. Носит имя В. А. Кириллина.

## Научная деятельность
В научной деятельности кафедры ИТФ МЭИ развиваются теоретические исследования, экспериментальные методы исследований физических процессов
и численное моделирование. Основными темами и направлениями работы являются:
- Теплообмен и гидродинамика в фазовых переходах жидкость — пар
- Структура турбулентности
- Процессы тепло- и массопереноса при интенсивных воздействиях
- Методы теплофизических измерений
- Гидродинамика и теплообмен при течении жидких металлов в магнитном поле
- Численное моделирование сложных процессов тепломассообмена

Научные школы и проекты кафедры ИТФ поддерживаются грантами РФФИ.
Научная школа профессора В. В. Ягова с темой исследования «Интенсивные процессы переноса импульса и энергии в парожидкостных системах» получила в 2008 году грант Президента РФ
В 2008 году научная школа В. В. Ягова с темой исследования «Интенсивные процессы переноса импульса и энергии в парожидкостных системах» выиграла конкурс ведущих научных школ РФ.
В 2010 году научная школа профессора В. В. Ягова с темой работы «Закономерности гидродинамики и теплообмена парожидкостных потоков в обогреваемых каналах различного диаметра в широком диапазоне изменения относительных энтальпий потока» также стала победителем конкурса ведущих научных школ.

## Учебная деятельность
Кафедра ИТФ МЭИ готовит бакалавров и магистров по профилю «Теплофизика» в рамках направления «Ядерная энергетика и теплофизика». В перечень дисциплин, изучаемых студентами кафедры входят: термодинамика, тепломассообмен, механика жидкости и газа, теория теплофизических свойств веществ, методы теплофизических экспериментов, математическое и численное моделирование, физика твердого тела, физика плазмы и магнитная гидродинамика, физика ионизирующих излучений.

## История кафедры

### 1950—1970
Разработка теоретической базы теплофизики и экспериментальное изучение теплофизических свойств веществ было одним из приоритетных направлений научной деятельности МЭИ фактически сразу после создания института. В этой области работало несколько научных коллективов и видных учёных, в частности С. Б. Шихов, И. И. Новиков и другие. Профессор М. П. Вукалович, а также его ученики В. А. Кириллин и А. Е. Шейндлин были удостоены за свои исследования Сталинской премии. В 1950-е годы возникла необходимость организации всей работы в рамках одного структурного подразделения института. В 1954 году В. А. Кириллин и А. Е. Шейндлин создали кафедру Инженерной теплофизики, вошедшую в состав Теплоэнергетического факультета (ТЭФ). На новую кафедру были приглашены также Д. Л. Тимрот, создавший новые экспериментальные методы исследований, и Э. Э. Шпильрайн, возглавивший направление изучения теплофизических свойств веществ для космической отрасли и атомной промышленности.
Основной целью создания новой специальной кафедры стала подготовка специалистов в области экспериментальной энергетики — инженеров-исследователей по новой специальности «Теплофизика». Особую потребность в квалифицированных кадрах инженеров-теплофизиков испытывали тепловая и ядерная энергетика, аэрокосмическая отрасль и различные наукоёмкие отрасли. Развитие экспериментальных и моделирующих методов было также необходимо для развития теоретических основ физики. Учебные планы студентов-теплофизиков совмещали высокий уровень физико-математической подготовки и практическую работу в исследовательских лабораториях.
Первоначально вся кафедра ютилась в одном небольшом помещении под большим актовым залом в главном корпусе МЭИ, затем получила несколько помещений в корпусе Е (так называемой «Бастилии»). После постройки ТЭЦ МЭИ в распоряжение кафедры было передан корпус Т, который изначально предполагалось использовать как золоотстойник, но который оказался свободным в связи с тем, что ТЭЦ работала на природном газе, а не на твёрдом топливе. После незначительной реконструкции в корпусе Т были размещены лаборатории ИТФ.
В 1950—1960-е годы на кафедре ИТФ были проведены расчёты и измерения термодинамических свойств воды и пара при экстремальных параметрах, а также выполнены экспериментальные исследования теплофизических свойств конструкционных материалов при высоких температурах. В 1961 году на базе кафедры ИТФ была создана Лаборатория высоких температур АН СССР. В 1963 году выпускники и сотрудники кафедры образовали НИИ Высоких температур при МЭИ. В 1966 году НИИ был преобразован в Институт высоких температур АН СССР, который сейчас является одним из крупнейших институтов РАН.
В конце 1960-х — начале 1970-х был проведён большой цикл исследований теплофизических свойств нормального и пара-водорода, в результате которых были созданы уравнения состояния и детальные термодинамические таблицы и диаграммы для жидкого и газообразного водорода в интервале температур от тройной точки до 3000 К при давлениях до 500 бар. Кафедра ИТФ также начала исследования низкотемпературной плазмы.

### 1970—1990
На кафедре ИТФ были развиты такие направления научной деятельности, как:

• исследования в области физической гидродинамики и тепломассообмена;

• прецизионные экспериментальные исследования теплофизических свойств жидкостей и газов;

• исследования различных теплофизических свойств щелочных металлов и их паров.
В 1972—1978 годы было надстроено два этажа корпуса Т, в которых разместились аудитории и лаборатории кафедр ИТФ, АЭС и ТЭС.
В 1976 году ведущие кафедры ТЭФ — кафедра ИТФ и кафедра атомных электростанций — были выделены в отдельный Энергофизический факультет (ЭФФ)
В 1987 году сотрудничество кафедры ИТФ и Института высоких температур РАН послужило основой для создания Учебно-научного центра (УНЦ МЭИ — ОИВТ РАН). УНЦ обеспечивает целевую подготовку специалистов, часть занятий проводится в научных лабораториях Института высоких температур. Кафедра ИТФ, со своей стороны, обеспечивает соответствующую теоретическую академическую подготовку студентов и аспирантов. Обучение в УНЦ проводится по индивидуальным учебным планам в рамках специализаций «Теплофизика перспективных энергетических установок», «Техническая физика термоядерных реакторов и плазменных установок».

### 1990-настоящее время
В 1994 году кафедра ИТФ стала инициатором проведения Российской национальной конференции по тепломассообмену (РНКТ). При участии РАН и Национального комитета РАН по тепло- и массообмену состоялось уже пять конференций.
В конце 1990-х годов на кафедре ИТФ был создан ряд лабораторных практикумов для дистанционного образования. На протяжении ряда лет эксперименты на оборудовании кафедры проводили студенты и аспиранты различных российских вузов.
В 2000 году с присвоением МЭИ статуса государственного университета факультет ЭФФ был реорганизован в Институт теплоэнергетики и технической физики (ИТТФ), и кафедра ИТФ вошла в состав ИТТФ. В 2008 году ИТТФ был реорганизован в Институт тепловой и атомной энергетики (ИТАЭ).
В 2011 году кафедре инженерной теплофизики МЭИ присвоено имя её основателя и первого заведующего — академика В. А. Кириллина.

## Персоналии

### Руководство
Заведующий — Герасимов Денис Николаевич, д.ф.-м.н., доцент.

### Научные труды
- Очков В.Ф., Яньков Г. Г. Математические пакеты и проблема передачи знаний /SoftLine direct. 2008. NSLD-9(84)-RU.
- Интенсификация тепло- и массообмена на макро-, микро- и наномасштабах: монография / Б. В. Дзюбенко [и др.]; под ред. Ю. А. Кузма-Китчи. — М. : ЦНИИатоминформ, 2008 (М.). — 532 с.
- Седлов, А. С. Гидродинамика и теплообмен при кипении водных растворов: монография / А. С. Седлов, Ю. А. Кузма-Кичта. — М. : МЭИ, 2007. — 164 с.
- Интенсификация тепло- и массообмена в энергетике: монография / Б. В. Дзюбенко [и др.]; Под ред. Ю. А. Кузма-Кичты. — М. : ЦНИИАТОМИНФОРМ, 2003. — 230 с.
- Генин Л. Г., Свиридов В. Г. Гидродинамика и теплообмен МГД-течений в каналах.- М.: Изд-во МЭИ, 2001.- 200 с.
- Лабунцов Д. А. Физические основы энергетики. Избранные труды по теплообмену, гидродинамике, термодинамике. — М.: Издательство МЭИ, 2000. — 388 с.
- Артемов В. И. Неустойчивости и турбулентность в низкотемпературной плазме: монография / В. И. Артемов, Ю. С. Левитан, О. А. Синкевич. — М. : Изд-во МЭИ, 1994. — 412 c.
- Петухов, Б. С. Теплообмен в движущейся однофазной среде. Ламинарный пограничный слой: монография / Б. С. Петухов;Под ред. А. Ф. Полякова. — М. : Изд-во МЭИ, 1993. — 350 c.
- Бродянский В. М., Семёнов А. М. Термодинамические основы криогенной техники.- М.: Энергия, 1980.- 447 с.

### Учебники и учебные пособия
- Сборник задач и тестов по физике: учеб. пособие для абитуриентов / Т. В. Богданова [и др.]; ред. В. В. Буринский. — 3-е изд., испр. и доп. — М. : Издат. дом МЭИ, 2010. — 528 с.
- Кириллин, В. А. Техническая термодинамика: учебник / В. А. Кириллин, В. В. Сычев, А. Е. Шейндлин. — 5-е изд., перераб. и доп. — М. : Издат. дом МЭИ, 2008 (М.). — 495 с.
- Лабунцов, Д. А. Механика двухфазных систем: учеб. пособие для вузов / Д. А. Лабунцов, В. В. Ягов. — 2-е изд., перераб. и доп. — М.: Издат. дом МЭИ, 2007 (М.). — 383 с.
- Генин, Л. Г. Введение в статистическую теорию турбулентности: Учебное пособие для вузов / Л. Г. Генин, В. Г. Свиридов. — М.: Издат. дом МЭИ, 2007. — 153 с.
- Петухов Б. С., Генин Л. Г., Ковалев С. А., Соловьев С. Л. Теплообмен в ядерных энергетических установках: Учебное пособие для вузов.- 3-е изд., перераб. и доп.- М.: Изд-во МЭИ, 2003.- 548 с.
- Глазков, В. В. Применение вейвлет-преобразования для анализа турбулентности в низкотемпературной плазме: учеб. пособие по курсу «Физика плазмы» для студентов, обучающихся по спец. «Теплофизика» / В. В. Глазков, О. А. Синкевич. — М.: МЭИ, 2002. — 40 с.
- Валуева Е. П., Свиридов В. Г. Введение в механику жидкости: Учебное пособие для вузов.- М.: МЭИ, 2001.- 300 с.
- Лабунцов Д. А., Ягов В. В. Механика двухфазных систем: Учебное пособие для вузов.- М.: Изд-во МЭИ, 2000.- 374 с.
- Семёнов А. М. Основы термодинамики неравновесных систем.- М.: Издательство МЭИ, 2001.- 130 с.
- Смирнов С. Н. Радиационная экология: Учебное пособие для вузов по курсу «Радиационная экология».- М.: Издательство МНЭПУ, 2000.- 334 с.
- Ковалев С. И. Автоматизация лабораторного эксперимента: учеб. пособие по курсу «Автоматизир. системы науч. исслед.» / С. И. Ковалев, Е. В. Свиридов, А. В. Устинов; Под ред. Г. Ф. Филаретова. — М. : Изд-во МЭИ, 1999. — 39 с.
- Глазков, В. В. Задачи с решениями по физике твердого тела для инженеров-теплофизиков: учеб. пособие по курсу «Физика твердого тела» / В. В. Глазков, О. А. Синкевич; Под ред. А. М. Семенова. — М.: Изд-во МЭИ, 1998. — 35 с.
- Синкевич О. А., Стаханов И. П. Физика плазмы: Стационарные процессы в частично ионизованном газе: Учебное пособие для инженерно-физических и физико-технических специальностей вузов.- М.: Высшая школа, 1991.- 191 с.

### Энциклопедические статьи
- В. Н. Леньшин, В. Г. Свиридов, В. В. Гайдученко, Л. Г. Генин. Автоматизация теплофизического эксперимента. (раздел справочника) Справочник «Теоретические основы теплотехники. Теплотехнический эксперимент». Книга 2. Раздел 8. — М.: Издательство МЭИ, 2001. — С. 436—476.
- Синкевич О. А. Введение к разделу «Численное моделирование низкотемпературной плазмы».- В кн.: Энциклопедия низкотемпературной плазмы / Под ред. В. Е. Фортова. — М.: Изд-во МАИК «Наука-Интерпериодика», 2000. — Т. III. — С. 227—228.
- Рухадзе А. А., Синкевич О. А. Ионизационные волны. — В кн.: Физический энциклопедический словарь / Ред. А. М. Прохоров. — М.: Изд-во Мир, 1996. -Т. III. — С. 887—888 (испанский яз.).

### История кафедры
- Шейндлин А. Е. Проблемы новой энергетики: монография / А. Е. Шейндлин. — М. : Наука, 2006 (М.). — 406 с. ISBN 5-02-034262-9
- Ягов В. В. Из истории кафедры Инженерной Теплофизики МЭИ. «Вестник МЭИ», № 2, 2004
- Созвездие Теплофизика. К 50-летию кафедры инженерной теплофизики МЭИ: сборник воспоминаний / Л. Г. Генин и др. — М.: Изд-во МЭИ, 2004. — 152 с.
- Создатели отечественной теплоэнергетики: сборник воспоминаний / Е. В. Аметистов, и др. — М.: Изд-во МЭИ, 2005 . — 296 с.
- Шейндлин А. Е. Воспоминания старого академика. — М.: Наука, 2001. ISBN 5-02-008774-2.
- Повесть о труде и жизни. 1950—2000 гг.: К 50-летию выпуска теплоэнергетического факультета МЭИ (1944—1950) / Сост. Г. П. Плетнев, С. С. Виноградов, Т. Ф. Бабкина . — М.: Изд-во МЭИ, 2000.
- Леонтьев А. И. Вклад отечественных учёных в теорию теплообмена. (недоступная ссылка) Журнал «Теплофизика и аэромеханика». Том 6, № 2, 1999, стр. 146, 152.